# Svampsök

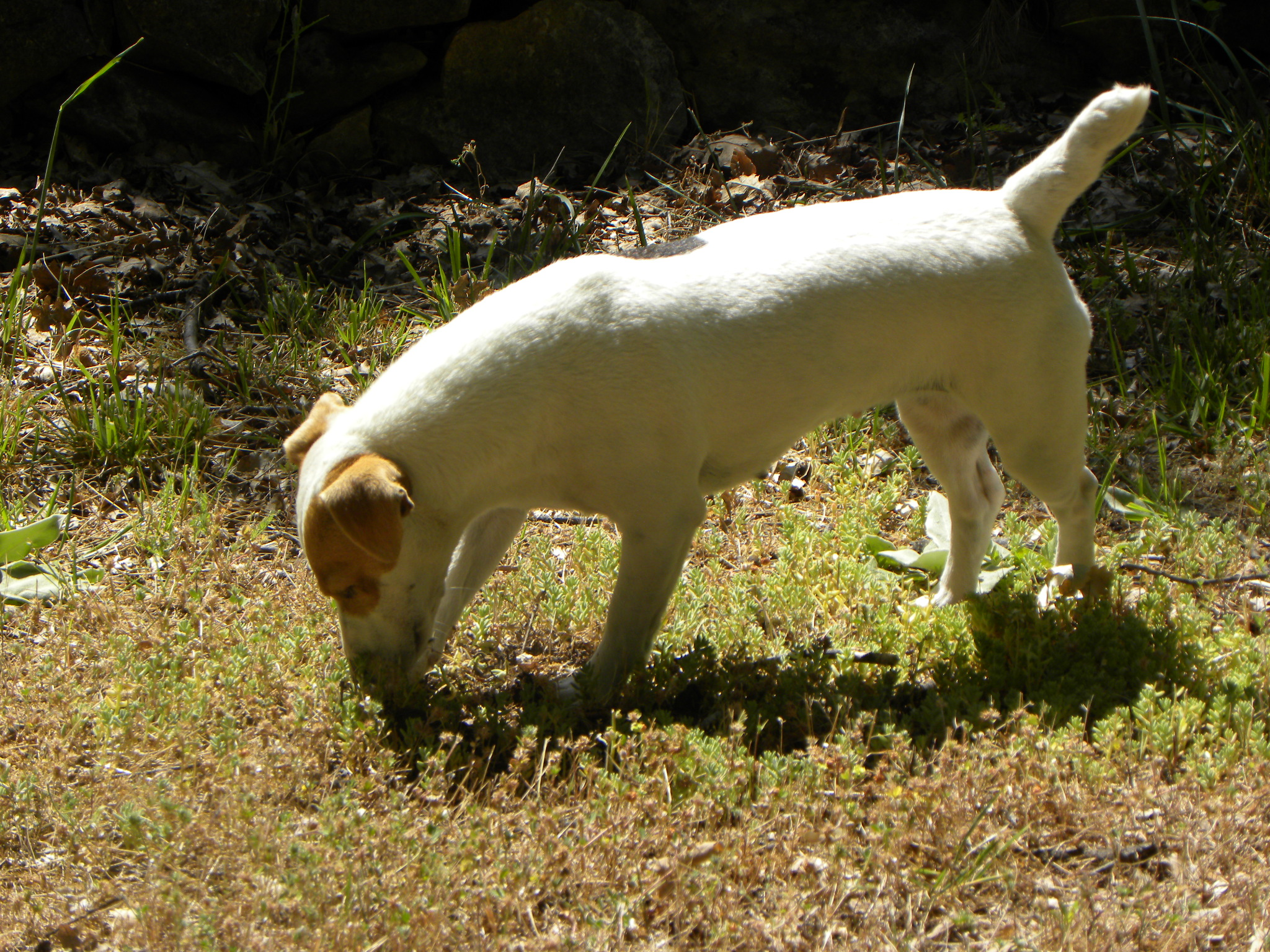
En hund markerar för tryffel.

Svampsök är ett användningsområde för särskilt tränade sökhundar. I medelhavsländerna har man traditionellt använt tryffelhundar. De kan vara av vilken ras som helst, ofta blandrashundar. Raser som är eller har varit specialiserade på att söka tryffel är pudel/barbet och lagotto romagnolo.
I Sverige har kantarellsök med hund på senare år blivit populärt. Man kan träna sin hund själv, det finns även kursverksamhet. När en hund lärt sig hitta en sorts svamp, kan den lätt lära in nya sorter. Kantareller har den fördelen att övningsexemplar kan köpas i handeln. Men ett viktigt moment i hundens utbildning är att den måste förstå att den skall söka svampar som människor inte rört vid.
I Italien och Frankrike ordnar rasklubbarna för lagotto romagnolo särskilda tryffelsökprov.